# Battle Creek (Kachemak Bay)
Der Battle Creek ist ein etwa 16 km langer Zufluss der Kachemak Bay auf der Kenai-Halbinsel im Süden des US-Bundesstaates Alaska.

## Flusslauf
Der Battle Creek wird vom Harding Icefield auf einer Höhe von etwa 800 m gespeist. Der Battle Creek fließt in überwiegend nordwestlicher Richtung zur Kachemak Bay, die eine kleine Seitenbucht des Cook Inlet darstellt. Das Einzugsgebiet des Battle Creek grenzt im Nordosten an das des Bradley River, im Westen an das des Martin River.

## Hydrometrie
Etwa 3,7 Kilometer oberhalb der Mündung befindet sich ein Abflusspegel (⊙). Der mittlere Abfluss (MQ) beträgt 3 m³/s. Die größten monatlichen mittleren Abflüsse liegen im Juli mit 6,3 m³/s, die niedrigsten im Februar mit 0,5 m³/s.

## Geplante Umleitung zur Wasserkraftnutzung
Durch eine geplante Umleitung des Flusses und des in ihm gesammelten Gletscherschmelzwassers durch Dämme und Tunnel in den bereits aufgestauten Bradley Lake bis etwa 2019 soll in größerem Umfang elektrische Energie erzeugt und von Homer nach Fairbanks übertragen werden. Kalkulationen der Regierung von Alaska und der Alaska Railbelt Cooperativer Transmission & Electric Company, einem Netz, das von sechs staatlich regulierten Stromerzeugern getragen wird, gehen von bis zu 36 bzw. 50 zusätzlichen GWh pro Jahr aus. Auch Energien aus anderer Quelle sollen in dieses Netz eingespeist werden.